# Plastron (vêtement)
Pour les articles homonymes, voir Plastron.

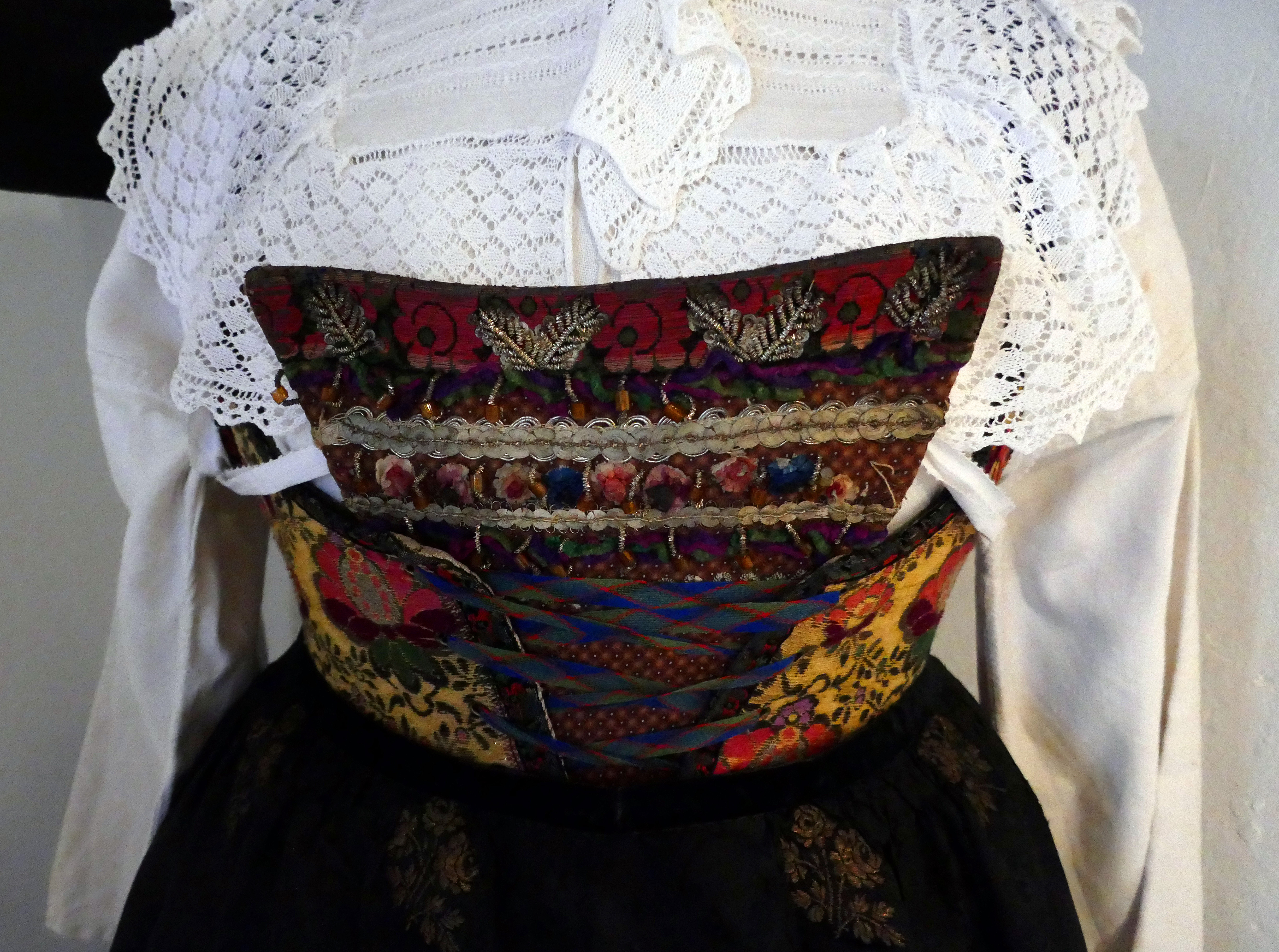
Plastron brodé d'un costume de femme protestante du pays de Hanau.

Le plastron est un vêtement gainant pour le haut du corps.

## Présentation

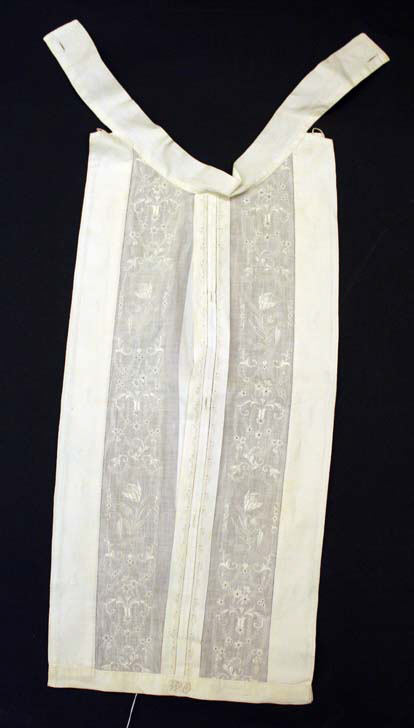
Plastron en lin, circa 1860. Metropolitan museum of Art, New York

Le terme plastron (quand il ne s'agit pas d'une pièce de protection) définit la partie de certains vêtements masculins qui recouvre la poitrine notamment devant une chemise pour les hommes ou une simple pièce d'étoffe pour les femmes.